# Cena Hanse a Sophie Schollových
Cena Hanse a Sophie Schollových (něm. Geschwister-Scholl-Preis) je literární cena, kterou v roce 1980 iniciovaly Landesverband Bayern e. V. ve Svazu německých nakladatelů a knihkupců (Börsenverein des Deutschen Buchhandels) a město Mnichov. Cena je každoročně udělována knize, která „svědčí o intelektuální nezávislosti a je schopna podporovat občanskou svobodu, morální, intelektuální a estetickou odvahu a dávat důležité impulsy současnému smyslu pro odpovědnost“.
Cena je pojmenována na památku a počest sourozenců Sophie a Hanse Schollových za jejich účast v Bílé růži (Weiße Rose) v odboji proti národnímu socialismu. Je dotována částkou 10 000 eur a bude předána na slavnostním ceremoniálu na mnichovské Univerzitě Ludvíka Maxmiliána.

## Držitelé ocenění

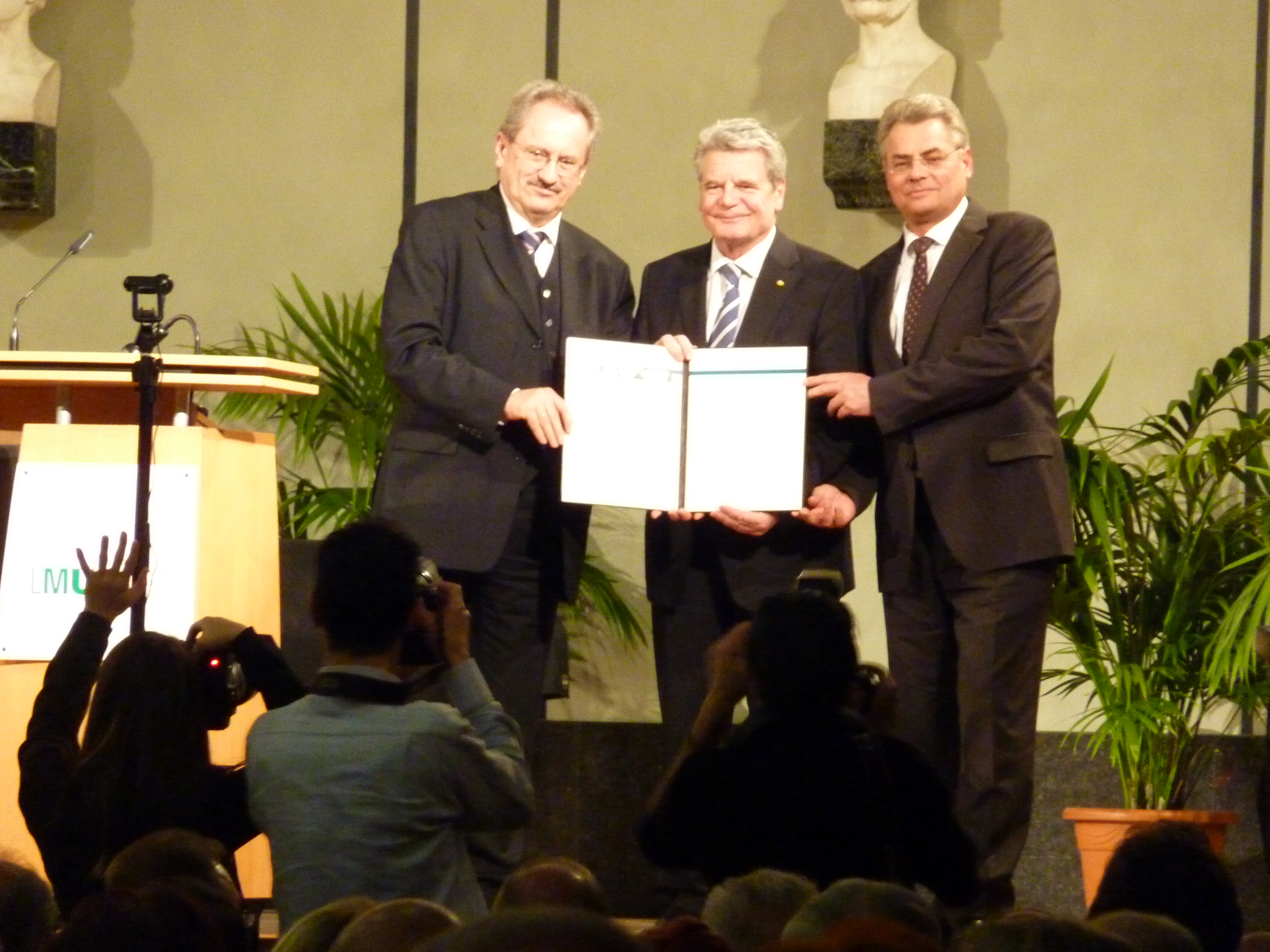
Cena Hanse a Sophie Schollových 2010 pro Joachima Gaucka

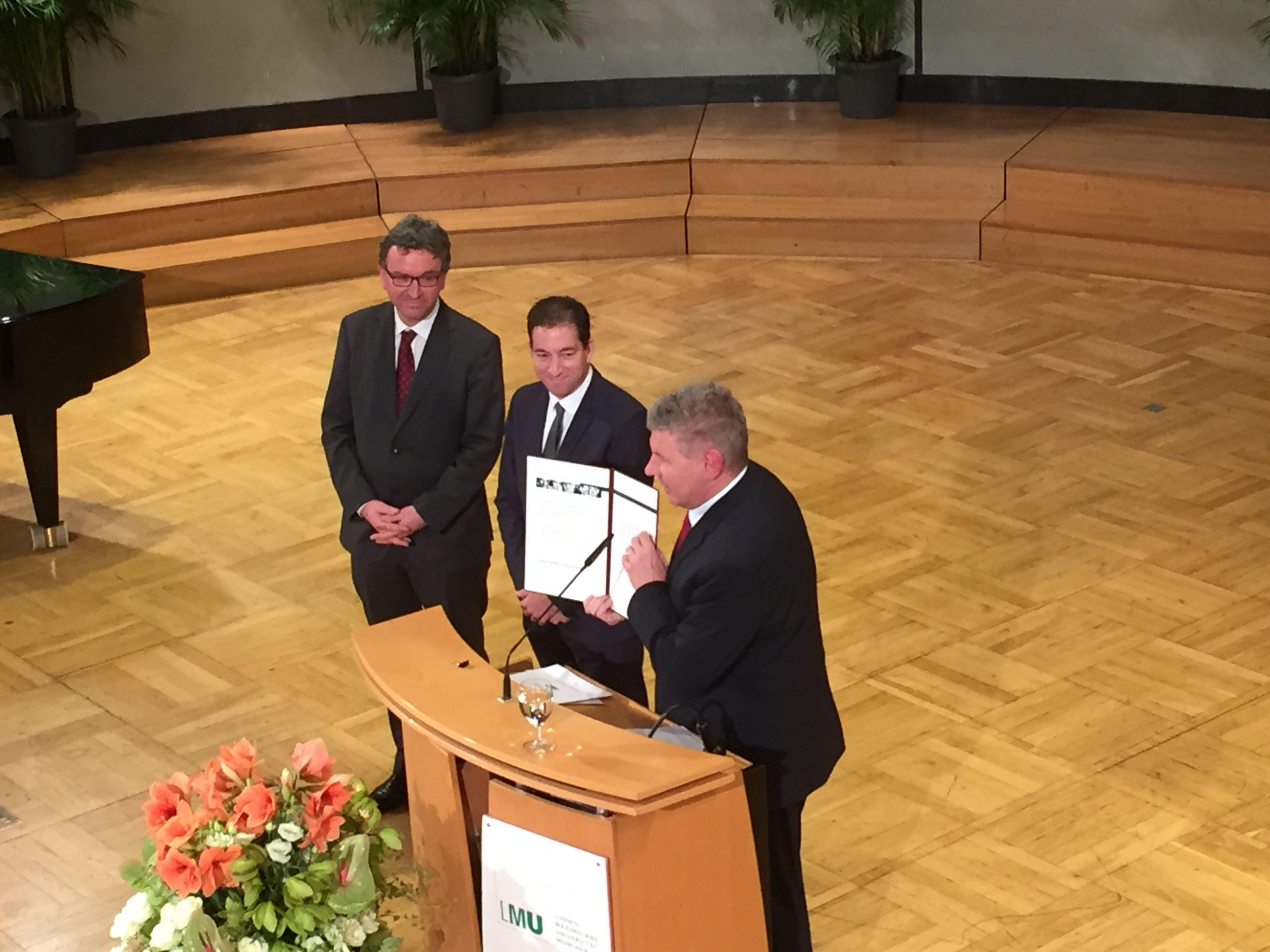
Cena Hanse a Sophie Schollových 2014 pro Glenna Greenwalda

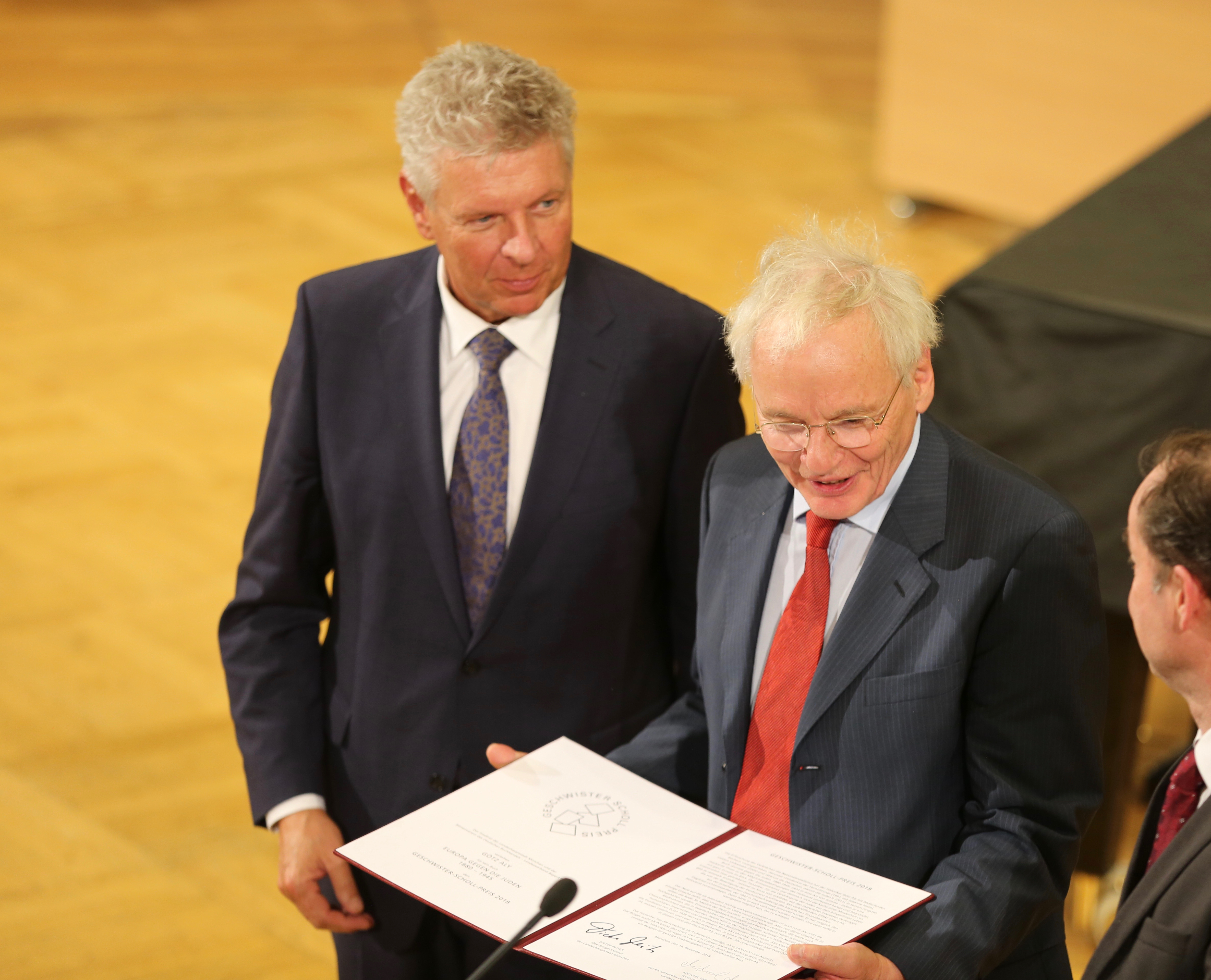
Udělení Cenay Hanse a Sophie Schollových 2018 Götzi Alymu

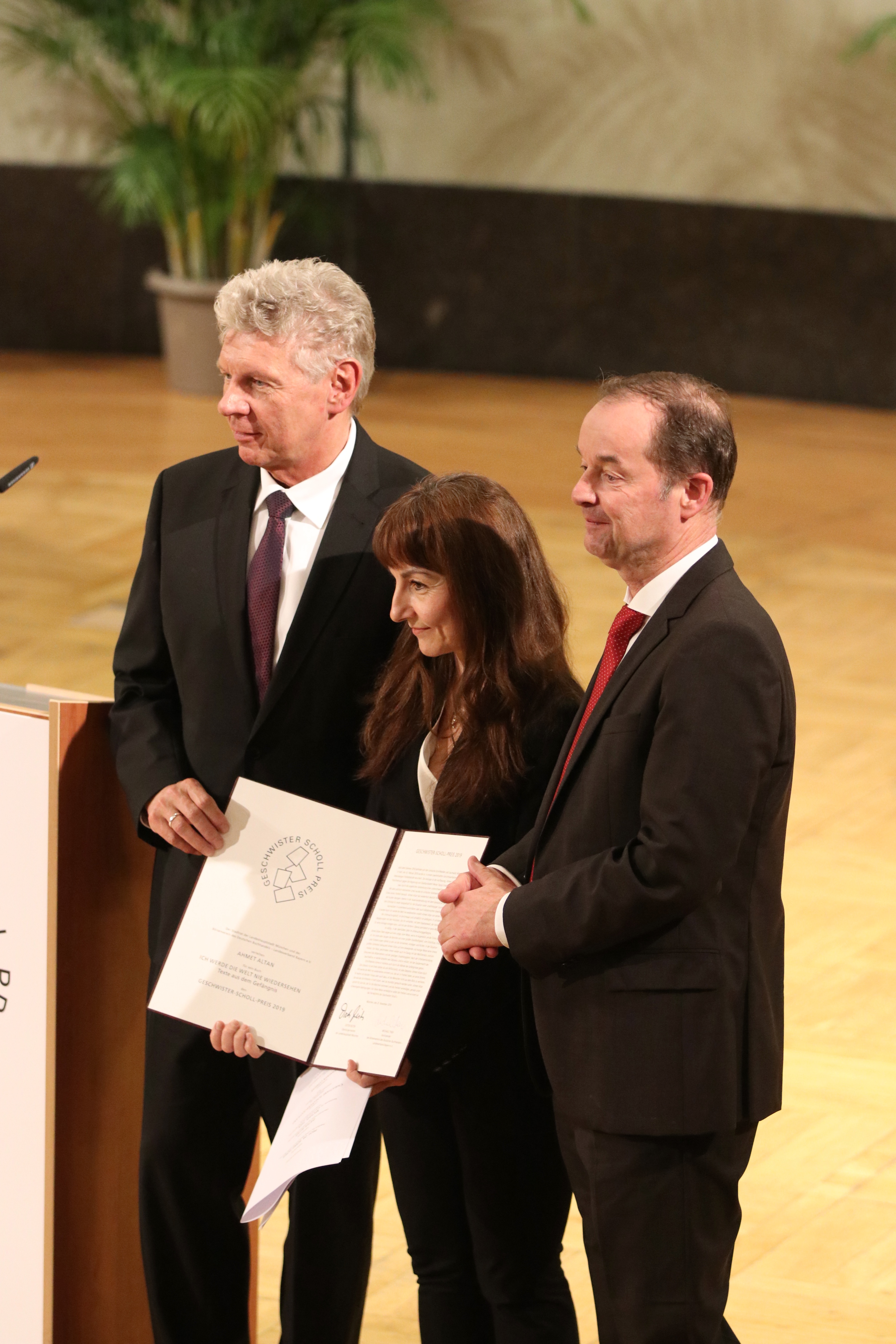
Cena Hanse a Sophie Schollových 2019 pro Ahmeta Altana (v nepřítomnosti)

- 1980: Rolf Hochhuth: Eine Liebe in Deutschland (Láska v Německu)
- 1981: Reiner Kunze: Auf eigene Hoffnung (Ve vlastní naději)
- 1982: Franz Fühmann: Der Sturz des Engels (Pád anděla)
- 1983: Walter Dirks: War ich ein linker Spinner? (Byl jsem levicový blázen?)
- 1984: Anja Rosmus Wenninger: Widerstand und Verfolgung (Odpor a pronásledování)
- 1985: Jürgen Habermas: Die neue Unübersichtlichkeit (Nová nejasnost)
- 1986: Cordelia Edvardson: Gebranntes Kind sucht das Feuer (Spálené dítě hledá oheň)
- 1987: Christa Wolf: Störfall (Narušení)
- 1988: Grete Weil: Der Brautpreis (Cena nevěsty)
- 1989: Helmuth James Graf von Moltke: Briefe an Freya 1939–1945 (Dopisy Freye 1939-1945) (posmrtné ocenění)
- 1990: Lea Rosh/Eberhard Jäckel: Der Tod ist ein Meister aus Deutschland (Smrt je mistr z Německa)
- 1991: Georges-Arthur Goldschmidt: Die Absonderung (Segregace)
- 1992: Barbara Distel/Wolfgang Benz (vyd.): Dachauer Hefte Nr. 7 Solidarität und Widerstand (Solidarita a odpor)
- 1993: Wolfgang Sofsky: Die Ordnung des Terrors – Das Konzentrationslager (Řád teroru - Koncentrační tábor)
- 1994: Heribert Prantl: Deutschland leicht entflammbar – Ermittlungen gegen die Bonner Politik (Německo snadno vzplanulo - Vyšetřování proti bonnské politice)
- 1995: Victor Klemperer: Ich will Zeugnis ablegen bis zum letzten. Tagebücher 1933–1945 (Budu svědčit až do konce. Deníky 1933–1945) (posmrtné ocenění)
- 1996: Hans Deichmann: Gegenstände (Položky)
- 1997: Ernst Klee: Auschwitz, die NS-Medizin und ihre Opfer (Osvětim, nacistická medicína a její oběti)
- 1998: Saul Friedländer: Das Dritte Reich und die Juden (Třetí říše a Židé)
- 1999: Peter Gay: Meine deutsche Frage (Moje německá otázka)
- 2000: Helene Holzman: Dies Kind soll leben (Toto dítě bude žít) (posmrtné ocenění)
- 2001: Arno Gruen: Der Fremde in uns (Cizinec uvnitř)
- 2002: Raul Hilberg: Die Quellen des Holocaust (Zdroje holocaustu)
- 2003: Mark Roseman: In einem unbewachten Augenblick. Eine Frau überlebt im Untergrund (V nestřeženém okamžiku. Žena přežívá v podzemí)
- 2004: Soazig Aaron: Klaras NEIN (Klářino NE)
- 2005: Necla Kelek: Die fremde Braut (Cizí nevěsta)
- 2006: Mihail Sebastian: Voller Entsetzen, aber nicht verzweifelt (Plný hrůzy, ale ne zoufalství) (posmrtně)
- 2007: Anna Politkovská: Russisches Tagebuch (Ruský deník) (posmrtně)
- 2008: David Grossman: Die Kraft zur Korrektur (Moc napravovat)
- 2009: Roberto Saviano: Das Gegenteil von Tod (Protiklad smrti)
- 2010: Joachim Gauck: Winter im Sommer – Frühling im Herbst: Erinnerungen (Zima v létě – jaro na podzim: vzpomínky)
- 2011: Liao Yiwu: Für ein Lied und hundert Lieder. Ein Zeugenbericht aus chinesischen Gefängnissen (Za jednu píseň a sto písní. Výpověď svědka z čínského vězení)
- 2012: Andreas Huckele (pod pseudonymem Jürgen Dehmers) za svou knihu Wie laut soll ich denn noch schreien? Die Odenwaldschule und der sexuelle Missbrauch (Jak hlasitě mám křičet? Odenwaldská škola a sexuální zneužívání)
- 2013: Otto Dov Kulka za Landschaften der Metropole des Todes. Auschwitz und die Grenzen der Erinnerung und der Vorstellungskraft (Krajiny metropole smrti. Osvětim a hranice paměti a představivosti)
- 2014: Glenn Greenwald za knihu Die globale Überwachung. Der Fall Snowden, die amerikanischen Geheimdienste und die Folgen (Globální dohled. Případ Snowden, americké zpravodajské služby a následky)
- 2015: Achille Mbembe za Kritik der schwarzen Vernunft (Kritiku černého rozumu)
- 2016: Garance Le Caisne za Codename Caesar. Im Herzen der syrischen Todesmaschinerie (Code Name Caesar. V srdci syrské mašinérie smrti)
- 2017: Hisham Matar za Die Rückkehr. Auf der Suche nach meinem verlorenen Vater (Návrat. Při hledání mého ztraceného otce)
- 2018: Götz Aly za Europa gegen die Juden 1880–1945 (Evropa proti Židům 1880–1945)
- 2019: Ahmet Altan za Ich werde die Welt nie wiedersehen. Texte aus dem Gefängnis (Už nikdy neuvidím svět. Texty z vězení)
- 2020: Dina Nayeri za Der undankbare Flüchtling (Nevděčný uprchlík)[1]
- 2021: Joe Sacco za Wir gehören dem Land (Patříme k zemi)[2]